# Rozet-Saint-Albin
Rozet-Saint-Albin ist eine französische Gemeinde mit 333 Einwohnern (Stand: 1. Januar 2022) im Département Aisne in der Region Hauts-de-France (frühere Region: Picardie). Sie gehört zum Arrondissement Château-Thierry und zum Kanton Villers-Cotterêts.

## Geographie
Die Gemeinde Rozet-Saint-Albin liegt rund 17 Kilometer nordnordwestlich von Château-Thierry im Tal des Ourcq an dessen orographisch rechtem Ufer. Zur Gemeinde gehören die Ortsteile Le Mémento und Le Mesnil sowie Pringy im Westen. Nachbargemeinden von Rozet-Saint-Albin sind Billy-sur-Ourcq im Norden, Oulchy-la-Ville im Osten, Montgru-Saint-Hilaire, Vichel-Nanteuil und Neuilly-Saint-Front im Süden sowie Chouy im Westen. Durch die Gemeinde verläuft die Bahnstrecke von La Ferté-Milon nach Bazoches-et-Saint-Thibaut, die dort auf die Strecke von Soissons nach Reims trifft.

## Bevölkerungsentwicklung
| Jahr                       | 1962 | 1968 | 1975 | 1982 | 1990 | 1999 | 2006 | 2015 | 2022 |
| Einwohner                  | 307  | 273  | 272  | 240  | 276  | 292  | 311  | 307  | 333  |
| Quellen: Cassini und INSEE |      |      |      |      |      |      |      |      |      |

## Sehenswürdigkeiten
- Kirche Saint-Aubin: der Kirchturm aus dem 13. Jahrhundert wurde 1932 als Monument historique eingetragen (Base Mérimée PA00115893).
- Das im 19. Jahrhundert errichtete Schloss von Pringy mit seinem Park.[1]